# Käringholm, Ingå
Käringholm är en ö i Finland. Den ligger i Finska viken och i kommunen Ingå i den ekonomiska regionen  Raseborg i landskapet Nyland, i den södra delen av landet. Ön ligger omkring 66 kilometer väster om Helsingfors.
Öns area är 3,5 hektar och dess största längd är 300 meter i sydväst-nordöstlig riktning. Ön höjer sig omkring 20 meter över havsytan.